# Liste der Justizminister von Schleswig-Holstein
Dieser Artikel enthält eine Liste der Justizminister von Schleswig-Holstein.

## Justizminister Schleswig-Holstein (seit 1946)
| Name                                                              | Amtsantritt                                | Kabinett                              | Partei              |
| Minister für Justiz                                               | Minister für Justiz                        | Minister für Justiz                   | Minister für Justiz |
| ----------------------------------------------------------------- | ------------------------------------------ | ------------------------------------- | ------------------- |
| Gottfried Kuhnt                                                   | 2. Dezember 1946                           | Steltzer II                           | CDU                 |
| Rudolf Katz                                                       | 1. Dezember 1947 29. August 1949           | Lüdemann Diekmann                     | SPD                 |
| unbesetzt                                                         | 5. September 1950                          | Bartram                               | –                   |
| Friedrich Wilhelm Lübke (kommissarisch)                           | 25. Juni 1951 27. Juli 1951                | Lübke I Lübke II                      | CDU                 |
| Waldemar Kraft                                                    | 8. Oktober 1951                            | Lübke II                              | GB/BHE              |
| Carl-Anton Schaefer                                               | 7. November 1953                           | Lübke II                              | GB/BHE              |
| Bernhard Leverenz                                                 | 11. Oktober 1954 27. Oktober 1958          | von Hassel I von Hassel II            | FDP                 |
| Kai-Uwe von Hassel (kommissarisch)                                | 21. Oktober 1962                           | von Hassel II                         | CDU                 |
| Bernhard Leverenz                                                 | 7. Januar 1963 3. Mai 1967                 | Lemke I Lemke II                      | FDP                 |
| Claus-Joachim von Heydebreck                                      | 27. März 1969                              | Lemke II                              | CDU                 |
| Henning Schwarz                                                   | 2. November 1969 24. Mai 1971 26. Mai 1975 | Lemke II Stoltenberg I Stoltenberg II | CDU                 |
| Karl Eduard Claussen                                              | 29. Mai 1979                               | Stoltenberg III                       | CDU                 |
| Henning Schwarz                                                   | 4. Oktober 1982 13. April 1983             | Barschel I Barschel II                | CDU                 |
| Heiko Hoffmann                                                    | 16. Dezember 1985 2. Oktober 1987          | Barschel II Schwarz                   | CDU                 |
| Klaus Klingner                                                    | 31. Mai 1988 5. März 1992 19. Mai 1993     | Engholm I Engholm II Simonis I        | SPD                 |
| Minister für Justiz, Bundes- und Europaangelegenheiten            |                                            |                                       |                     |
| Gerd Walter                                                       | 22. Mai 1996                               | Simonis II                            | SPD                 |
| Minister für Justiz, Frauen, Jugend und Familie                   |                                            |                                       |                     |
| Annemarie Lütkes                                                  | 28. März 2000                              | Simonis III                           | Grüne               |
| Minister für Justiz, Arbeit und Europa                            |                                            |                                       |                     |
| Uwe Döring                                                        | 27. April 2005                             | Carstensen I                          | SPD                 |
| Peter Harry Carstensen                                            | 22. Juli 2009                              | Carstensen I                          | CDU                 |
| Minister für Justiz, Gleichstellung und Integration               |                                            |                                       |                     |
| Emil Schmalfuß                                                    | 27. Oktober 2009                           | Carstensen II                         | parteilos           |
| Minister für Justiz, Europa und Kultur                            |                                            |                                       |                     |
| Anke Spoorendonk                                                  | 12. Juni 2012                              | Albig                                 | SSW                 |
| Minister für Justiz, Europa, Verbraucherschutz und Gleichstellung |                                            |                                       |                     |
| Sabine Sütterlin-Waack                                            | 28. Juni 2017                              | Günther I                             | CDU                 |
| Minister für Justiz, Europa und Verbraucherschutz                 |                                            |                                       |                     |
| Claus Christian Claussen                                          | 4. Mai 2020                                | Günther I                             | CDU                 |
| Minister für Justiz, Europa und Gesundheit                        |                                            |                                       |                     |
| Kerstin von der Decken                                            | 29. Juni 2022                              | Günther II                            | CDU                 |